# روکه سائنز پنیا
روکه سائنز پنیا (به اسپانیایی: Roque Sáenz Peña) شهری در کشور آرژانتین، استان چاکو است که در سال ۲۰۰۹ میلادی، حدود ۷۶٬۷۹۴ نفر جمعیت داشته است.